# Samuel König (Theologe)

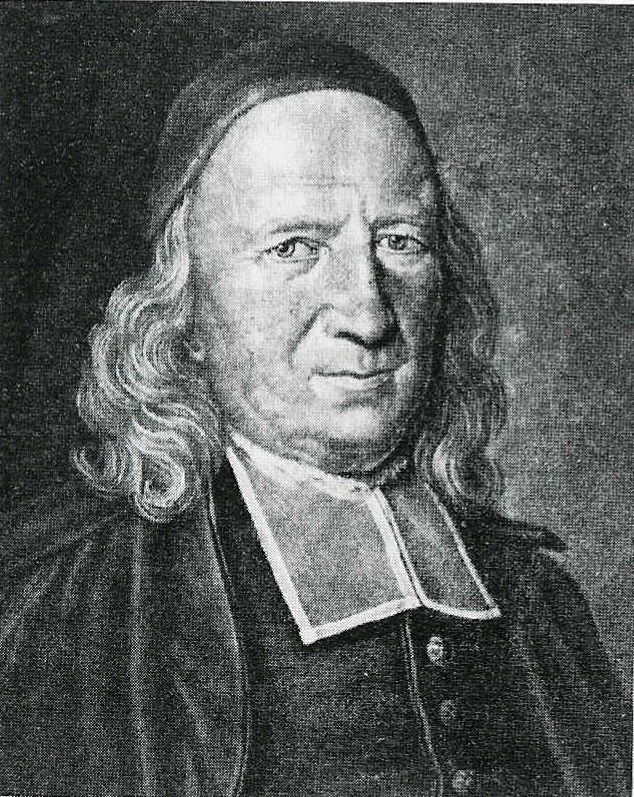
Samuel König, Aquatinta von Johann Ludwig Nöthiger nach Robert Gardelle (1743)

Samuel Heinrich König (* 17. September 1671 in Gerzensee im Kanton Bern; † 30. Mai 1750 in Bern) war ein evangelisch−reformierter Theologe pietistischer Richtung, zudem Professor der Orientalistik und Mathematik. Er war der Vater des Mathematikers Johann Samuel König.

## Leben

### 1671–1698: Herkunft und Ausbildung
Samuel König war ein Sohn von Samuel König (1646–1706), des Pfarrers von Gerzensee im Kanton Bern. David König, sein Grossvater war der Arzt, Hauptmann und Kriegskommissär, der 1656 gestorben war. Seine Mutter war Katharina Judith (* 1646), eine Tochter von Stephan Perret, dem Landvogt von Laupen.
Früh schon wurde er als ein Wunder der Gelehrsamkeit, welcher in allem Wissbaren seines Gleichen suche, anerkannt. Seine Bildung erhielt er erst in Bern, wo er bereits eine Vorliebe für das Studium der orientalischen Sprachen an den Tag legte, dann in Zürich und auf einer wissenschaftlichen Reise in die Niederlande und nach England. Seine Lehrer Johann Rudolf Rudolf, Johann Heinrich Heidegger und Campegius Vitringa brachten ihm eine gründliche Exegese bei und machten ihn mit der Bundestheologie vertraut. In England wurde er geprägt durch eine schwärmerische Mystik mit chiliastischen Zügen, die von Jane Leade und dem Ehepaar Petersen vertreten wurde.

### 1698–1699: Pfarramt in Bern
Zurück in Bern, wurde er als Vikar ins Pfarramt aufgenommen und 1698 als Oberspitalprediger an der Heiliggeistkirche angestellt. Zunächst strebte er jedoch – nicht ohne Ehrgeiz – mehr nach wissenschaftlichem Ruhm als nach kirchlichem Wirken, schloss sich aber bald immer enger an pietistische Kreise an und geriet allmählich in einen immer entschiedeneren Gegensatz gegen die in der Lehre streng orthodoxe, aber in ihren Sitten arg verwahrloste Geistlichkeit.
Von der kirchlichen Oberbehörde verfolgt, von dem toleranteren Schulrat anfangs in Schutz genommen, wurde König schliesslich auch von der Regierung mit Misstrauen angesehen, 1699 nebst einigen Gesinnungsgenossen von einer eigens eingesetzten Religionscommission verhört, bedroht, seines Amtes erhoben, des Bürgerrechts verlustig erklärt und des Landes verwiesen. Die dadurch entstandenen politischen Unruhen wurden durch die Pflicht eines sogenannten Associations-Eides bekämpft, durch welchen sich alle kirchlichen und staatlichen Beamten feierlich zur Unterdrückung jeder religiösen Neuerung verpflichteten.

### 1698–1730: Exil in Hessen
König begab sich zunächst nach Herborn, wo er wahrscheinlich ein Amt zu finden hoffte, doch als schweizerischer Erzverführer und Erzketzer wurde er auch von dort vertrieben, wandte sich nach Berleburg, Frankfurt am Main, Marburg, Kassel, Halle und Magdeburg. Mit Heinrich Horch und Ernst Christoph Hochmann versuchten sie jeweils ein enthusiastisches Gemeindemodell zu verwirklichen oder wie Herolde des kommenden Reich Gottes zu wirken. In Halle fand er 1707 zu einer positiveren Haltung gegenüber der evangelischen Landeskirche zurück. Zwölf Jahre lang blieb er ohne Anstellung, bis er 1711 vom Grafen Ernst Casimir zu Ysenburg und Büdingen als Schulinspektor, Pfarrer und Hofprediger aufgenommen wurde. Hier wandte er sich, ruhiger geworden, wieder vermehrt der Wissenschaft zu, verfasste ein griechisch-hebräisches Wörterbuch und einige theologische Schriften. Ab 1712 trat er für eine tolerante Haltung gegenüber den Täufern ein. König legte 1715 sein Amt nieder, er wirkte als Pfarrer ab 1720 in der französischsprachigen Waldensergemeinde Waldensberg in Vogelsberg, er blieb jedoch wohnhaft in Büdingen.

### 1730–1750: Professur in Bern
König versuchte bereits 1711 und 1719 in die Stadt Bern zurückzukehren, jedoch ohne Erfolg. Erst 1730 durfte er nach Bern zurückkehren, wo er das Bürgerrecht wieder erhielt und sich die Stimmung etwas zu seinen Gunsten verändert hatte. Er wurde Professor der orientalischen Sprachen und der Mathematik an der Hohen Schule. Sein geistliches Wirken gab er indessen nicht auf und machte selbst noch grössere Reisen zu diesem Zweck. Im Jahre 1744 musste er erleben, wie zwei seiner Söhne zusammen mit Samuel Henzi wegen Beteiligung an einer politischen, gegen die Oligarchie der Patrizier gerichteten Bewegung, gleich ihm das Land verlassen mussten.

## Familie
König heiratete 1698 Barbara Wild, und nach deren Tod am 13. August 1711 Anna Maria Nöthiger, die 1740 verstarb. Aus der zweiten Ehe stammen neun Kinder, die Büdingen geboren wurden: der Mathematiker und Jurist Johann Samuel (1712–1757), der 1744 mit seinem Bruder Daniel König (1725–1747) aus Bern ausgewiesen wurde. Weitere Kinder waren  Gottlieb Ludwig (* 17. Dezember 1713), Margarethe Salome (* 20. Dezember 1715), Juliana Henriette (* 19. Dezember 1717), Susanna Henriette (* 11. Juni 1719), Henriette (* 24. Juli 1720), Auguste Albertina (* 25. Mai 1722) und Maria Barbara (* 29. September 1727).
Ein Großneffe war der Genre- und Porträtmaler Franz Niklaus König (1765–1832), Genre- u. Porträtmaler. Weitere Nachkommen waren der Maler Rudolf König (1790–1815), der Professor der Rechte Karl Gustav König (1828–92) und der Gynäkologieprofessor René König (1871–1957).

## Lehre
Der äusserst gebildete König war auch ein scharfsinniger Theologe. Als Pietist sah er die Kirche nicht primär als Organisation, sondern als eine Liebesgemeinschaft der Christen an, die jedoch auch eine gewisse Kirchenzucht einschliessen sollte. Er lehnte die calvinistische Prädestinationslehre ab, und er bekämpfte sowohl den Enthusiasmus der Inspirierten als auch den Moralismus der Aufklärer.

## Schriften (Auswahl)
- Dissertatio theologica de foedere et testamento Dei, Gessner, Zürich 1692. doi:10.3931/e-rara-12834
- Specimen disputationem germaricarum, excerptum ex codice talmudico Beracoth. Gyzelaar, Franeker 1696.
- Der Weg Des Friedens gebahnet In einem Send-Schreiben an die Seinigen Durch Einen der geringsten Knechten des Herrn. 1700.
- Passions-Gedancken zu Erbauung Heils-Begieriger Seelen einfältig mitgeteilet, Montag, Halle 1707. (Digitalisat)
- Theologisches Prognosticon oder erbauliches und schrifft-mäßiges Gespräch von dem bevorstehenden Untergang des Türkisch-mahometischen Reichs. 1717. (Digitalisat)
- mit Gustav Georg Zeltner: Breviarium Controversiarum cum Remonstrantibus Agitatarum ad modum Schmidianorum Paulloque Fusius Adornatum cum Praefatione Historica, Tauber, Nürnberg und Altdorf, 1719.
- Etymologicon Helleno-Hebraeum: seu primitiva Graeca ex Hebraeo fonte vicinisque Orientis linguis, uti Chaldaea, Syra, Arabica atque Aethiopica, deducta, interspersis non paucis observationibus philologico-criticis ; opusculum studiosis Graecae et Hebraeae linguae apprime utile. Haug, Frankfurt am Main 1722. (Digitalisat)
- Grundsätze von der allgemeinen Gnade Gottes samt einer Zugabe von dem Sinn der ersten Christen, wie auch der ersten Reformirten, belangend die allgemeine Gnade. Regelein, Büdingen 1723.
- Schrifftmäßige Erklärung der 1. Epistel St. Johannis. Wild, Frankfurt am Main/Leipzig 1726.
- Theologica mystica, 1730.[3]
- Dissertatio philologico-theologica de ritu et mysterio circumcisionis …, Officina typographica, Bern 1731. (Digitalisat)
- Oratio inauguralis de mysterio Christi et ecclesiae. Officina typographica, Bern 1731.
- Drey Christliche Predigten ... gehalten bey und in Basel, 1732. (Digitalisat)
- Pemptas concionum sacrarum, oder: Fünff Christliche Predigten, Mechel, Basel 1733. (Digitalisat)
- Betrachtung Des inwendigen Reichs Gottes, Wie es im Hertzen des Menschen auffgerichtet wird. Zu gemeiner Erbauung ans Liecht gestellet, Mechel, Basel 1734. (Digitalisat)
- Schrifft-mässiger Bericht von dem Wahren und lebendigen Glauben, und von dem Evangelischen Lehr-Amt. Zu gemeiner Erbauung ans Liecht gestellt, 1737, ²1742. (Digitalisat der Ausg. 1742)